# ORP Ślązak (241)
ORP Ślązak (241) je oceánská hlídková loď polského námořnictva. Rozestavěna byla jako prototypová korveta třídy Gawron, patřící k variantě A-100 modulární rodiny válečných lodí MEKO od německé loděnice Blohm + Voss. V průběhu stavby bylo rozhodnuto o zrušení programu Gawron kvůli jeho přílišné nákladnosti. Korveta Ślązak byla dokončena jako hlídková loď se zjednodušenou elektronikou a omezenou výzbrojí. Do služby byla přijata roku 2019, tedy po 18 letech stavby. Ślązak je první moderní hlídková loď postavená v Polsku po 21 letech.
V roce 2021 společnost Polska Grupa Zbrojeniowa (PGZ) dokončila přípravné práce na možnou modernizaci hlídkové lodě Ślązak na plnohodnotnou raketovou korvetu, čímž by se vrátila ke svému původně zamýšlenému účelu. Dle informací Defence24 z ledna 2025 ministerstvo obrany v této iniciativě pokračovalo tržnimi konzultacemi, umožňujícími posoudit technická řešení, stanovit náklady a definovat potřebný rozpočet.

## Pozadí vzniku

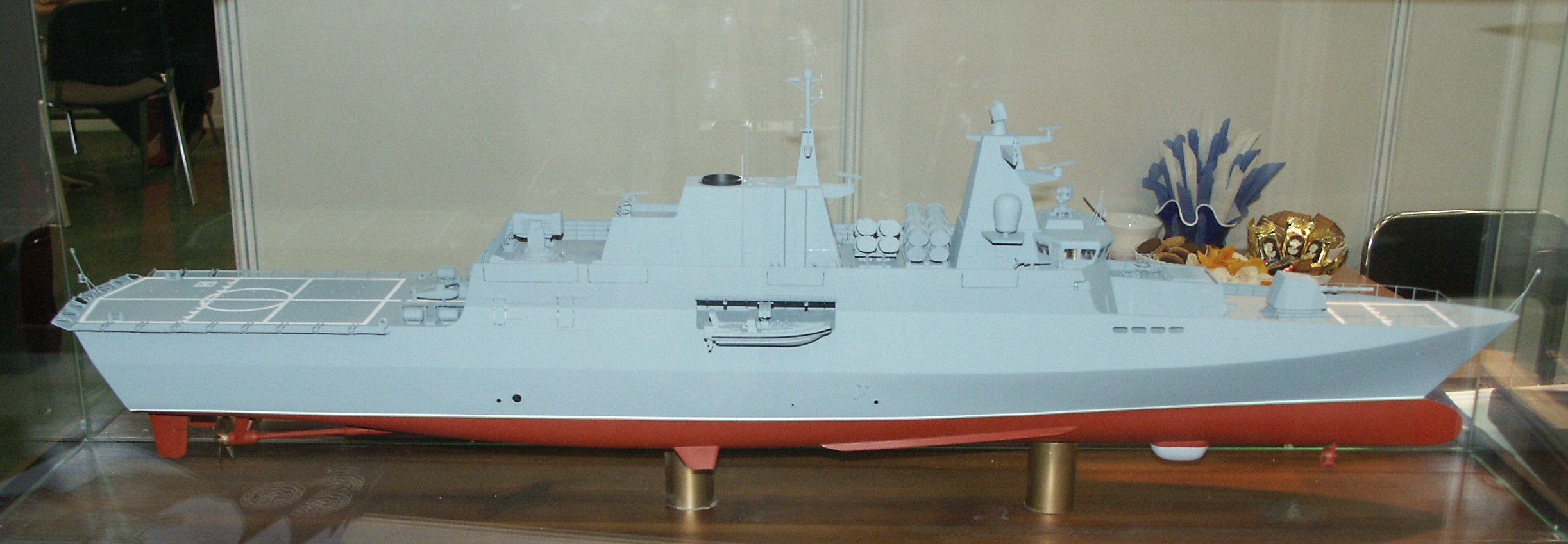
Model korvety třídy Gawron

Ślązak byl rozestavěn roku 2001 jako prototypová jednotka šestičlenné třídy korvet Gawron. Práce však kvůli nedostatku financí postupovaly velmi pomalu. Teprve v roce 2009 byla loď spuštěna na vodu. Zároveň byl program Gawron zredukován a nakonec roku 2012 zcela zrušen. V případě rozestavěného prototypu Ślązak bylo rozhodnuto o jeho dokončení v podobě oceánské hlídkové lodě. Plavidlo se vrátilo do doku k přestavbě. Druhé spuštění na vodu a křest plavidla proběhly 2. července 2015. Námořní zkoušky byly zahájeny v listopadu 2018. Do služby bylo přijato 28. listopadu 2019.

## Konstrukce

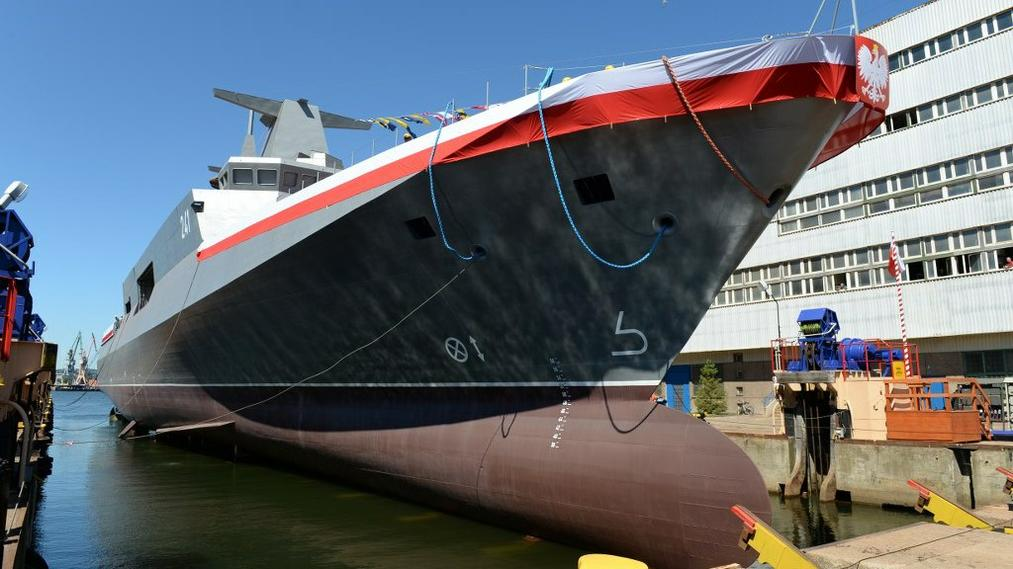
Ślązak při spuštění na vodu v roce 2015

Hlídková loď Ślązak má oproti původně plánovaným korvetám výrazně slabší výzbroj a jednodušší elektroniku, kterou dodala společnost Thales. Je vybaveno bojovým řídícím systémem Tacticos, přehledovým radarem SMART-S Mk.2, systémem řízení palby STING-EO Mk.2, elektro-optickým systémem Mirador a datalinkem Link 11/16. Je vyzbrojeno 76mm kanónem OTO Melara ve věži na přídi, dvěma 30mm kanóny ve zbraňových stanicích OTO Melara Marlin-WS a čtyřmi 12,7mm kulomety WKM-B. K obraně proti napadení ze vzduchu slouží čtyři přenosné protiletadlové raketové komplety krátkého dosahu Grom. Plavidlo nese dva rychlé čluny RHIB, z nichž první je Markos MK-500 dlouhý 5,3 metru a druhý Markos MK-790 dlouhý 7,9 metru. Pohonný systém je koncepce CODAG se dvěma diesely MTU o celkovém výkonu 8812 hp a jednou plynovou turbínou General Electric LM2500 o výkonu 29 920 hp. Nejvyšší rychlost měla přesáhnout 30 uzlů. Manévrovací schopnosti plavidla zlepšuje příďové dokormidlovací zařízení.